# Merops bullockoides
Il gruccione frontebianca (Merops bullockoides A. Smith, 1834) è un uccello appartenente alla famiglia Meropidae, diffuso nell'Africa sub-equatoriale.

## Descrizione
Vistosamente colorato, come altre specie di gruccioni, è caratteristico per la maschera nera che, partendo dal becco, si dirige verso gli occhi, avvolgendoli. Di colore chiaro è il piumaggio sotto la gola e sulla fronte, da cui tale specie trae il nome.
- Peso: dai 28 ai 38 g
- Lunghezza: da 21,5 a 24 cm
- Apertura alare: dai 30 ai 35,5 cm
- Maturità sessuale: 1 anno
- Riproduzione: tutto l'anno per gli esemplari che vivono vicino all'equatore, da agosto a novembre per gli altri
- Numero uova: dalle 3 alle 4
- Durata incubazione: circa 20 giorni.
- Permanenza nel nido: circa un mese.
- Dieta tipica: api, vespe, altri insetti.
- Vita media: dai 5 ai 6 anni.
- Becco: il becco è lungo e ricurvo per riuscire a togliere il pungiglione alle api e per scavare facilmente il nido a forma di galleria.
- Zampe: dito medio ed esterno sono uniti in maniera che siano efficienti per scavare le gallerie.
- Coda: sfruttata soprattutto per appoggiarsi alle pareti delle scogliere.
- Ali: arrotondate, gli danno una nota abilità nel planare o tuffarsi in picchiata.
- Occhi: vista acutissima, che consente di vedere le piccole prede da molto lontano.

“È aggraziato nell'inseguimento aereo degli insetti e sufficientemente robusto per scavare il nido nell'argine di un fiume.”

## Biologia

### Comportamento
Il gruccione dalla fronte bianca ha fatto del lavoro di squadra uno stile di vita, creando così comunità strutturate su 2 livelli.
Il primo livello è costituito dalla famiglia, composta da una coppia di genitori e 1 o 2 aiutanti. Gli aiutanti sono esemplari della nidiata precedente che hanno continuato a vivere con i propri genitori. Questi aiutano la famiglia in diverse maniere: scavano gallerie per la costruzione del nido, aiutano nella cova delle uova e nella nutrizione dei piccoli. Tutti i membri della famiglia dormono insieme nel nido.
Il secondo livello, che è quello più alto, è costituito dal "Clan", ovvero la comunità, di cui fanno parte dalle 2 alle 5 famiglie.
I gruccioni dalla fronte bianca si scambiano visite nei nidi e cacciano in gruppo nei luoghi scelti.

### Alimentazione
Il gruccione dalla fronte bianca si ciba principalmente di api, non disdegnando altri insetti come vespe, cavallette o libellule.
Esso riesce a catturare le api e le vespe senza farsi pungere, avendo messo a punto una strategia particolare: tiene l'insetto con la punta del becco e strofina l'estremità dell'addome dell'ape su un ramo, facendo sì che l'animale disperda il suo veleno o che il pungiglione si stacchi.
Questa abilità non è innata, quindi le prime volte in cui provano questa tecnica i gruccioni vengono punti, però questi uccelli godono di un'importante immunità verso il veleno delle vespe e possono riprovarci molte volte.

### Riproduzione
La caratteristica particolare nella riproduzione del gruccione dalla fronte bianca è data dal fatto che esso si prepara a diventare genitore alcuni mesi prima dell'accoppiamento, in quanto, con la fine delle piogge, quando il terreno diventa molle e facilmente scavabile, scava una galleria di circa 1 m nell'argine di un fiume. Finito di scavare lascerà il nido per tornarci poi all'inizio della riproduzione.
Altra particolarità sta nel rito di accoppiamento: il maschio corteggia la femmina con regali (solitamente insetti).
La femmina riceve anche cibo dagli altri componenti della famiglia, cioè gli aiutanti.
Dalla deposizione del primo uovo fino all'ultimo, la covata può durare anche 4 giorni.
La costruzione del nido per la successiva covata si divide in quattro principali fasi:
1. L'animale comincia a scavare con il becco aggrappato all'argine, tenendo gli occhi chiusi per evitare la sabbia che tira via.
2. Dopo che il primo foro è stato fatto, l'animale usa le sue zampe per grattare e tirare via la sabba e terriccio rimasti.
3. Per evitare che le uova rotolino al di fuori della galleria e si rompano, il gruccione dalla fronte bianca prolunga il suo tunnel procedendo in discesa, creando una sorta di sacca.
4. La femmina si stabilisce nella “sacca” e i membri della famiglia la aiutano procurando da mangiare e talvolta anche prendendo parte alla cova.

## Distribuzione e habitat
M. bullockoides vive in Africa a partire dal Gabon e Angola fino ad arrivare al Kenya; inoltre alcuni esemplari risiedono in Sudafrica.
Vive in numerose comunità. È estremamente socievole ma anche litigioso, in quanto passa la maggior parte del tempo o ad aiutare i vicini o a litigare con altri gruccioni appartenenti ad altre comunità.
Trova tutto ciò di cui ha bisogno per la sopravvivenza nella savana.
Si allontana molto dalla sua colonia per la caccia, infatti molte volte si procura il cibo fino a 6 chilometri di distanza.